# Гомес Мартинес, Мигель Анхель
Мигель Анхель Гомес Мартинес (исп. Miguel Ángel Gómez Martínez; 17 сентября 1949, Гранада — 4 августа 2024, Малага) — испанский дирижёр, пианист и скрипач.
Учился в Гранадской консерватории как пианист, затем в Мадриде как скрипач и наконец в Венской Высшей школе музыки у Ханса Сваровски как дирижёр. Впервые привлёк к себе внимание специалистов, поставив в Берлине оперу Бетховена «Фиделио» (1973).
В 1984—1987 годах возглавлял Симфонический оркестр Испанского радио и телевидения, в 1985—1991 годах музыкальный руководитель мадридского Театра сарсуэлы. В 1989—1993 годах главный дирижёр Национального оркестра Страны басков, одновременно в 1990—1993 годах генеральмузикдиректор Мангейма. В 1993—1996 годах возглавлял Новую финскую оперу в Хельсинки, в 1992—2000 годах главный дирижёр Гамбургского симфонического оркестра. Руководил Оркестром Валенсии и Бернской оперой.
Умер 4 августа 2024 года в Малаге в возрасте 74 лет.